# 地域医療機能推進機構横浜中央病院
地域医療機能推進機構横浜中央病院（ちいきいりょうきのうすいしんきこうよこはまちゅうおうびょういん）は、神奈川県横浜市中区にある医療機関である。独立行政法人地域医療機能推進機構が運営する病院の一つである。通称JCHO横浜中央病院（ジェイコーよこはまちゅうおうびょういん）。

## 沿革
- 1948年（昭和23年）3月 - 社会保険横浜中央病院が開設
- 2009年（平成21年） - 小児科外来閉鎖
- 2011年（平成23年） - 耳鼻咽喉科外来閉鎖
- 2014年（平成26年） - 地域包括ケア病棟50床開設

## 診療科
- 内科・救急科
- 消化器・肝臓内科
- 腎臓・人工透析内科
- 呼吸器内科
- 循環器内科
- 外科（消化器、呼吸器、乳腺）
- 血管外科
- 整形外科
- 脳神経外科
- 皮膚科
- 泌尿器科
- 眼科
- 放射線科
- 歯科口腔外科
- 麻酔科
- ペインクリニック内科
- 総合診療科

診療施設（センター）
- 健康管理センター
- 内視鏡センター

## 医療機関の指定等
- 救急告示医療機関
- 労災保険指定医療機関
- 結核指定医療機関
- 生活保護法指定医療機関
- 臨床研修指定病院

## 学会認定
- 日本内科学会認定教育関連病院
- 日本消化器外科学会専門医修練施設
- 日本循環器学会認定循環器専門医研修関連施設
- 日本外科学会外科専門医制度修練施設
- 日本乳癌学会関連施設
- 日本整形外科学会認定医制度研修施設
- 日本皮膚科学会認定専門医研修施設
- 日本産婦人科学会専門医制度卒後研修指導施設
- 日本眼科学会専門医制度研修施設
- 日本口腔外科学会関連研修施設

## 交通アクセス
- JR東日本根岸線石川町駅下車、北口より徒歩約3分。
- JR東日本根岸線関内駅下車、南口より徒歩約8分。
- 横浜市営バス105・106・101・99・21系統で吉浜橋下車。
  - 自動車の駐車場はない。